# Леал, Угу
У́гу Миге́л Рибе́йру Леа́л (порт. Hugo Miguel Ribeiro Leal; род. 21 мая 1980, Кашкайш, Лиссабон) — португальский футболист, завершивший игровую карьеру, выступал на позиции полузащитника.

## Карьера
Воспитанник «Бенфики», в чемпионате Португалии дебютировал в семнадцатилетнем возрасте в 1997 году.
В 1999 году перешёл испанский в «Атлетико Мадрид». После вылета «Атлетико» из примеры провёл один сезон во второй испанской лиге, затем перешёл в «Пари Сен-Жермен». С французской командой дважды доходил до финала Кубка Франции. В финале 2003 года против «Осера» открыл счёт, но парижане проиграли 1:2. Обладатель Кубка Франции 2003/04.
Летом 2004 года расторг контракт с ПСЖ и вернулся на родину в «Порту».
В 1999 году провёл единственный матч за сборную Португалии. В товарищеском матче в Париже против Нидерландов на 63-й минуте заменил Руя Кошту, встреча завершилась нулевой ничьей.

## Достижения
- Обладатель Кубка Франции 2003/04
Финалист Кубка Франции 2002/03
- Обладатель Суперкубка Португалии 2004